# Fernando Arturo de Meriño
Fernando Arturo de Meriño y Ramírez (9 de janeiro de 1833 — 20 de agosto de 1906) foi um padre e político dominicano. Serviu como presidente da República Dominicana, de 1 de setembro de 1880 até 1 de setembro de 1882. Mais tarde, foi um arcebispo.